# Zelotes flexuosus
Zelotes flexuosus este o specie de păianjeni din genul Zelotes, familia Gnaphosidae, descrisă de Kamura, 1999. Conform Catalogue of Life specia Zelotes flexuosus nu are subspecii cunoscute.